# ГЕС Требинє
ГЕС Требинє I — гідроелектростанція у Герцеговині (південно-східна частина Боснії і Герцеговини), неподалік від кордону з Чорногорією. Становить верхній ступінь у каскаді на річці Требишница (має підземний стік як у Неретву, так і напряму в Адріатичне море), знаходячись вище ГЕС Требинє II.
Для спорудження станції річку перекрили арковою греблею Grancarevo висотою 123 метри, довжиною 439 метрів та шириною від 4,6 (по гребеню) до 27 метрів. Вона утворила водосховище Bileca площею 27,64 км2 з об'ємом 1280 млн м3 (корисний об'єм 1082 млн м3).
Машинний зал ГЕС обладнаний трьома турбінами типу Френсіс одиничною потужністю 60 МВт. При максимальному напорі у 104 метри це забезпечує виробництво 0,5 млрд кВт·год на рік.